# Вільяр-де-Каньяс
Вільяр-де-Каньяс (ісп. Villar de Cañas) — муніципалітет в Іспанії, у складі автономної спільноти Кастилія-Ла-Манча, у провінції Куенка. Населення — 436 осіб (2010).
Муніципалітет розташований на відстані близько 120 км на південний схід від Мадрида, 49 км на південний захід від Куенки.
На території муніципалітету розташовані такі населені пункти: (дані про населення за 2010 рік)
- Касалонга: 88 осіб
- Вільяр-де-Каньяс: 348 осіб

## Демографія
Динаміка населення (INE ):